# Traugott Müller
Traugott Karl Alexander Müller (* 28. Dezember 1895 in Düren; † 29. Februar 1944 in Kleinmachnow) war ein deutscher Bühnenbildner, Theater- und Filmregisseur.

## Leben

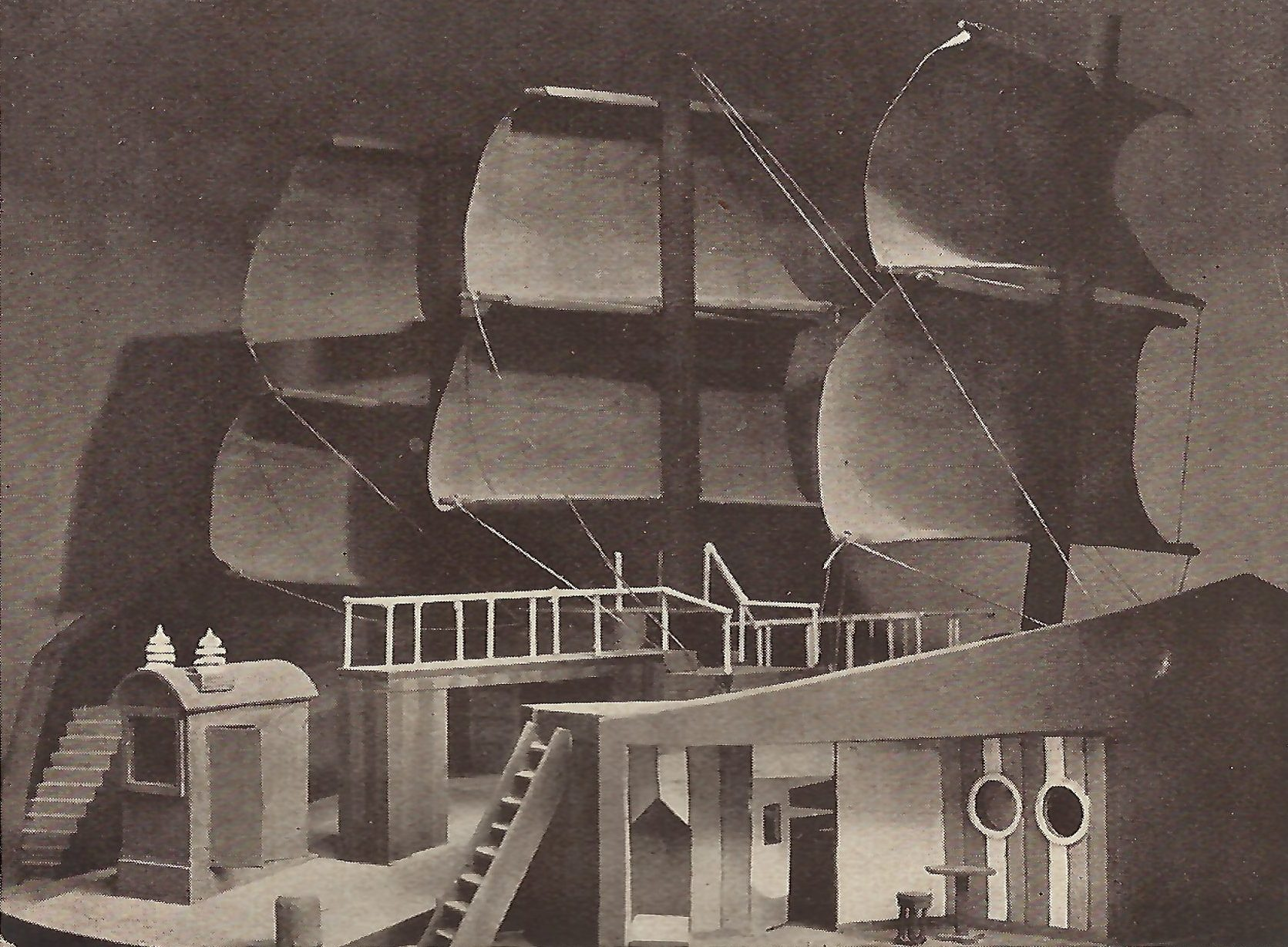
Segel am Horizont, 1924

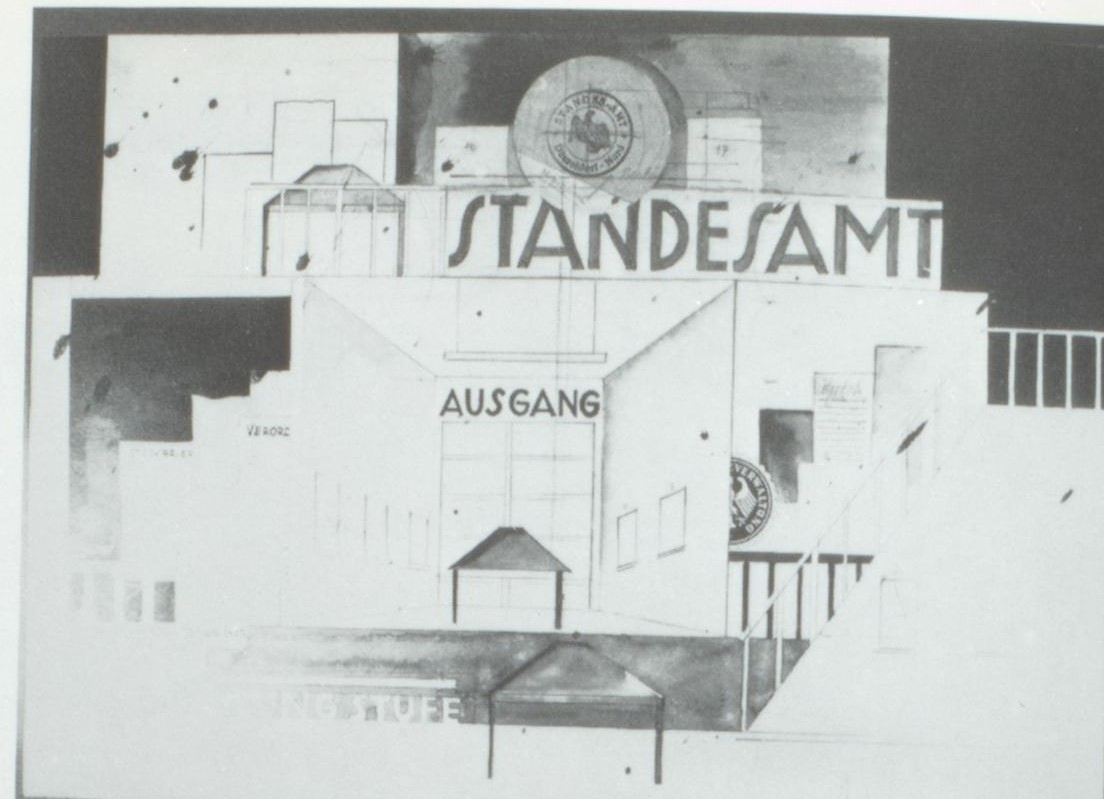
Neues vom Tage in der Kroll-Oper (1929)

Der Sohn eines Superintendenten besuchte seit 1913 die Kunstgewerbeschule Düsseldorf und war von 1914 bis 1918 Soldat im Ersten Weltkrieg. Danach betätigte er sich als Sänger, Lautenspieler und Conférencier.
1920 schuf er sein erstes Bühnenbild für eine Aufführung von Der Tor und der Tod in einem Gartenlokal in Düsseldorf. Seit 1923 lebte er in Berlin und trat in Kabaretts auf. Für die Kammerspiele des Deutschen Theaters fertigte er 1924 das Bühnenbild für August Strindbergs Wetterleuchten.
Erst ab 1925 konnte sich Müller durch seine Zusammenarbeit mit Erwin Piscator einen Ruf als namhafter Bühnenbildner erwerben. Wichtige Inszenierungen waren Rudolf Leonhards Segel am Horizont (1925, Volksbühne), Die Räuber (1926, Schauspielhaus), Ehm Welks Gewitter über Gottland (1927, Volksbühne), Ernst Tollers Hoppla, wir leben! (1927, Theater am Nollendorfplatz) oder Theodor Plieviers Des Kaisers Kulis (1930, Lessingtheater).
Seit 1935 war Müller fest an den Preußischen Staatstheatern angestellt. Als Gast-Bühnenbildner wirkte er unter anderem in Erfurt, Hamburg, Düsseldorf (unter Walter Bruno Iltz), Wien sowie in Heidelberg bei den Reichsfestspielen 1937/1938.
1928 begann mit Lion Feuchtwangers Die Petroleum-Insel am Schauspielhaus Frankfurt seine Regiearbeit. 1929 führte er Regie bei Alfred Wolfensteins Die Nacht vor dem Beil im Theater am Nollendorfplatz. Mit Friedemann Bach konnte er 1941 seinen einzigen Film inszenieren.
Müller benutzte als Bühnenbildner nur verhältnismäßig wenig Requisiten und erhoffte sich die Abkehr von der Guckkastenbühne. Wegen dieser Ausrichtung war er in der Regel mehr Bühnenarchitekt als Bühnenbildner. Sein Entwurf eines Sporttheaters für das Ruhrgebiet, das zugleich als Sportarena, Theater und Versammlungsraum dienen sollte, wurde nicht verwirklicht.
Traugott Müller kam bei einem alliierten Luftangriff ums Leben.

## Filmografie
- 1939: Der Schritt vom Wege (Bauten, Kostüme)
- 1939: Zwei Welten (Bauten, Künstlerische Oberleitung, Regie-Assistenz)
- 1941: Friedemann Bach (Regie)